# Championnat des Îles Turques-et-Caïques de football 2010-2011
Navigation
Édition précédente Édition suivante
La saison 2010-2011 de MFL Super 4s est la 13e édition du Championnat des Îles Turques-et-Caïques de football. Le championnat oppose quatre clubs des Îles Turques-et-Caïques en une série de douze rencontres jouées durant la saison de football. Les quatre clubs participants au championnat sont confrontés à quatre reprises aux trois autres.

## Compétition

### Classement
Le classement est établi sur le barème de points classique (victoire à 3 points, match nul à 1, défaite à 0).
| Rang | Équipe       | Pts | J  | G | N | P  | Bp | Bc | Diff |
| ---- | ------------ | --- | -- | - | - | -- | -- | -- | ---- |
| 1    | Provopool FC | 24  | 12 | 8 | 0 | 4  | 40 | 29 | +11  |
| 2    | AFC Academy  | 22  | 12 | 7 | 1 | 4  | 35 | 26 | +9   |
| 3    | AFC National | 19  | 12 | 6 | 1 | 5  | 46 | 34 | +12  |
| 4    | SWA Sharks   | 6   | 12 | 2 | 0 | 10 | 24 | 56 | -32  |

## MFL Super 4s Awards[1]

### Prix individuels
- Meilleur buteur : Marco Fenelus
- Jeune Joueur de l'année : Marco Fenelus
- Joueur de l'année : James Rene
- Entraîneur(s) de la saison : Jon Flanagan

### Équipe type de l'année
- Mathurin Edelaire, gardien de but : AFC National
- Jacques Ettiene, défenseur : AFC National
- William Noel, défenseur : AFC Academy
- Marc-Donald Fenelus, défenseur : AFC National
- James Rene, défenseur (capitaine) : AFC National
- Dukens Dorisca, milieu de terrain : AFC National
- Marco Fenelus, milieu de terrain : AFC National
- Barrington Somers, milieu de terrain : SWA Sharks
- Syed  Hassan, attaquant : SWA Sharks
- Bobby Kwatt, attaquant : AFC Academy
- Lenford Singh, attaquant : Provopool FC